# ローライダー
ローライダー（英: lowrider）は、車高の低い形状などに改造したカスタム自動車、およびその運転者。またそれらに付随する、チカーノ（メキシコ系アメリカ人）から発祥した文化を指す。車高を低くすることで、車を大きく見せる効果を意図している。

## 概要
車高の低い車を使うドライバー、の意味から「ローライダー」と呼ばれている。アメリカのローライダーのモットーは、速く走ることではなく、ゆっくり走ることで「ロウ・アンド・スロウ」を合言葉にしている。場合によってはフレームが地面に接触する程落とすが、多くが油圧式の車高調整システムを搭載し、これにより最低地上高=ロードクリアランスが確保できるため、走行に支障が無い様にされている。更に標準のタイヤ、ホイールより径の小さい物を装着することで、車体をより大きく、車高をより低く見せることを演出する。一時、チカーノ文化を標的にしたローライダー制限条例が制定されたことがあるが、のちに廃止されている。

## 定義

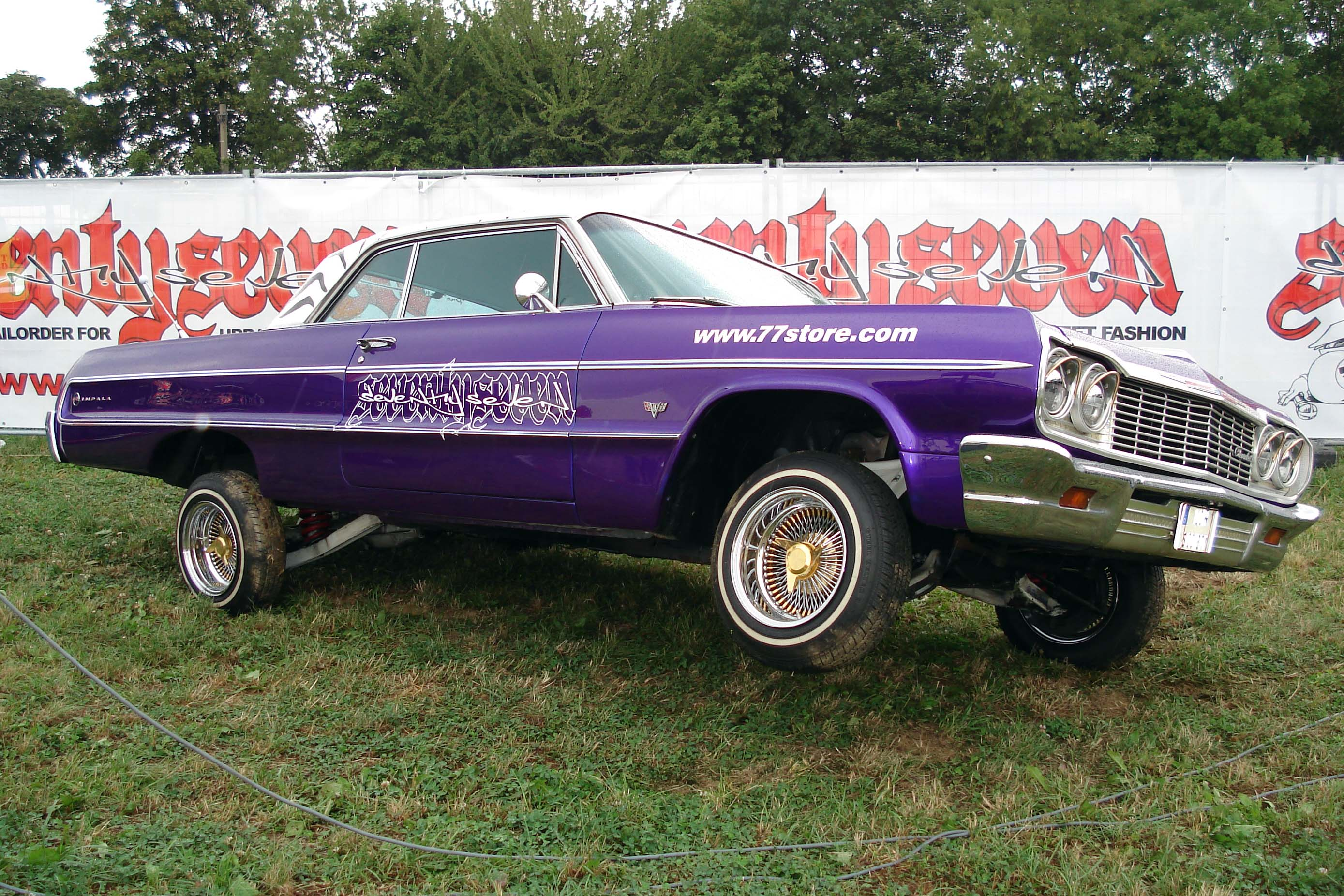
スリーホイラーという状態でディスプレイしているシボレー・インパラ

ローライダーと認識される車の一般的装備は、以下の通りである。
- 1959年のロン・アギーレが開発した技術は、ペスコの油圧ポンプとバルブを使用し、スイッチを切り替えるだけで、車高を調節可能なシステムで、アメリカの法律による制限を回避できた[2]。
- キャンディペイントと呼ばれるベースコート（シルバーやゴールド）などの下地に半透明色何層も塗り重ねた美しい車体塗装を施している物や、ミューラル（壁画）と言う絵筆やエアブラシを用いた、独特なメキシコ文化を表現したペイントが施されることもある。
- 一般的に数十本のスポークより構成される小径（13 - 14インチ）のワイヤーホイール（デイトンなど）およびホワイトリボンタイヤを装着している（これは古いアメリカ車に標準で装備されていたホイールをモチーフとしている）が、ユーロ、トラックがベースの場合はこの限りでは無い。日本車などのコンパクトカーがベースとなる場合、大径（15 - 18インチ）クロームメッキのアメリカ国内向けアロイホイールも装着される。また、1980年代後半から1990年代前半においてピックアップトラック、サムライ、トラッカーなどをベースとした場合15インチのワイヤーホイルを履かせるスタイルが多々見受けられた。

## 歴史
ローライダーは、裕福な白人による、速さを追求したホットロッドに対抗するロウ・アンド・スロウな改造車文化として、共に西海岸のカスタム車文化の潮流となった。
1940年代のアメリカ西海岸・イーストロサンゼルスにおいてメキシコ系移民（いわゆる「チカーノ」と呼ばれる人々）が行っていたカスタムが源流とされている。当時のチカーノは、非合法でアメリカに移住し、不法就労を行っていた者が多く存在した。それゆえに低所得者が多く、自動車を購入しようとしても新車を買うことができなかった。そこで安価で購入した中古車（1930年代 - 1940年代の車） に対して、新車に負けない美しさと「豪華さ」を持たせようと、カスタムカーに改造したのがローライダーの始まりとされている。チカーノだけでなく、一部の黒人も改造をおこなった。最初にハイドロリクスを作ったとされる人物は、当時L.A.のコンプトンに住む者だったと見られている。エアクラフトのパーツを流用しフロントサスを上下に動かすだけのシステムが最初のハイドロであった。1950年代末に、シボレーのローライダーが登場している。

## 音楽/雑誌
ウォーが1975年に発表した「ロー・ライダー」は、この文化の存在を知らしめた。
他にチーチ&チョン、エル・チカーノ、ティアラ、ロッキー・パディーヤらが、チカーノの間で人気がある音楽家である。また、チカーノ・ラッパーでは、Ms.Krazie、Mr.Knightowl、Mr.Capone-E、Mr.クリミナルらが知られている。黒人ラッパーのドクター・ドレー、イージー・E、アイス・キューブ、アバーブ・ザ・ロウ、SCC、ウォーレン・Gらも、ミュージック・ビデオにローライダーのカスタムカーを登場させている。
- ローライダーマガジン（英語版） - 専門雑誌。日本語版は芸文社より1993年から2010年まで発行された[8]。
- 38タイムズ - アメリカ西海岸のローライダーカルチャーを紹介するフリーマガジン（発行元は38Timez[9]）。
- Foe Life NEXT Magazine -専門雑誌。2016年よりフリーマガジンとして創刊し、現在NEXTシリーズとして、発行中。 又、国内では唯一のローライダーインドアショー「Super Auto Showcase」にも参加している。（発行元はR.Y.Agency LLC.）

## アメリカ文化
- カーズ (映画) - 様々な車種をモデルにしたキャラクターが登場するが、ローライダーをモチーフにしたキャラクター（ラモーン）が登場する[10]。
- ホットウィール - ミニカー。現在では様々な種類があるが、初期のころは特にキャンディーペイントがウリの一つであった（ただし車両は本来対極にあるはずのホットロッドが中心）。

## 日本におけるローライダー文化
- 『ローライダー 〜ラウンド・ザ・ワールド〜』（PS2用ソフト、2002年、パシフィック・センチュリー・サイバーワークス・ジャパン[11] / ジャレコ）
- 高速有鉛デラックス - 内外出版社が発行する日本の旧車専門雑誌。1980年代後半から1990年代までのスタイルのユーロおよびトラックなどのローライダーを時折掲載している。
- バニング&トラッキン（Vanning & Truckin） - 1988年から1999年まで修伝社から発刊された。USグランドエフェクトを装着した、日産 EXA キャノピー等のコンパクトカーが掲載された。1巻1号[通号no.1]（1988年9月） - 12巻6号[通号no.130]（1999年6月）

1980年代年代初頭にかけてローライダーがブームとなると、様々なカスタマイザーが流れてきておりカスタム（日本国内専用車をベース）が散見されるようになる。その後、再びアメリカ車がカスタムの中心となっている。